# سيبريانو سانتوس
سيبريانو سانتوس (13 أكتوبر 1901 بألمادا في البرتغال - ) هو لاعب كرة قدم برتغالي في مركز حراسة المرمى، شارك في الألعاب الأولمبية الصيفية 1928. وشارك مع منتخب البرتغال لكرة القدم. أما مع النوادي، فقد لعب مع سبورتينغ لشبونة.

## وصلات خارجية
- سيبريانو سانتوس على موقع قاعدة بيانات كرة القدم.إي يو (الإنجليزية)
- سيبريانو سانتوس على موقع أوليمبيديا (الإنجليزية)